# Соснінка
Соснінка (пол. Sośninka) — село в Польщі, у гміні Ласкажев Ґарволінського повіту Мазовецького воєводства.
Населення — 364 особи (2011).

## Демографія
Демографічна структура станом на 31 березня 2011 року:
|          | Загалом | Допрацездатний вік | Працездатний вік | Постпрацездатний вік |
| -------- | ------- | ------------------ | ---------------- | -------------------- |
| Чоловіки | 189     | 36                 | 136              | 17                   |
| Жінки    | 175     | 37                 | 107              | 31                   |
| Разом    | 364     | 73                 | 243              | 48                   |